# Ctenopterella lepida
Ctenopterella lepida är en stensöteväxtart som först beskrevs av Guido Georg Wilhelm Brause, och fick sitt nu gällande namn av Barbara S. Parris. Ctenopterella lepida ingår i släktet Ctenopterella och familjen Polypodiaceae. Inga underarter finns listade.